# Шигай-хан (казахський хан)
Шигай-хан (каз. Шығай хан; 1500−1582) — казахський хан.

## Правління
За часів свого володарювання Шигай уклав союз із Абдуллою-ханом II проти Ташкентського хана Баба-султана. Фактично влада в ханстві була зосереджена в руках сина Шигая — Тауєкеля. Боротьба, яку проводив останній проти ташкентського хана завершилась рішучою перемогою казахів.